# Bundesvision Song Contest
Der Bundesvision Song Contest (kurz BuViSoCo oder BSC) war ein deutscher Musikwettbewerb und eine Fernsehshow auf ProSieben, der 2005 von Stefan Raab ins Leben gerufen und erstmals ausgestrahlt wurde. Der Name ist ein Kofferwort aus der Vorsilbe „Bundes…“ bezogen auf die Bundesrepublik Deutschland und Eurovision Song Contest.
Im ersten Jahr wurde die Veranstaltung an einem Samstag angesetzt, der bei den Hauptsendern in der Regel für besonders quotenträchtige Sendungen vorbehalten ist. Seitdem fand der Wettbewerb an einem Donnerstag oder Freitag statt. Die zehnte Ausgabe im Jahr 2014 wurde erstmals wieder samstags ausgerichtet. In den ersten Jahren fand die Veranstaltung immer Mitte Februar statt. Seit Stefan Raab im Frühjahr 2010 die Castingshow Unser Star für Oslo organisierte, wurde der Bundesvision Song Contest im Frühherbst ausgetragen.
Der elfte und letzte BuViSoCo fand am Samstag, den 29. August 2015, in Bremen statt und wurde von Mark Forster für Rheinland-Pfalz gewonnen. Es handelte sich um die letzte Ausgabe mit Stefan Raab, der sich zum Jahresende 2015 aus dem Fernsehen zurückzog. ProSieben gab 2016 bekannt, dass der Bundesvision Song Contest im selben Jahr nicht stattfinden werde. Eine Einstellung der Sendung wurde nicht offiziell mitgeteilt.

## Idee
Beim zehnten BuViSoCo wurde unter anderem auch darüber gesprochen, wie es zu der Idee des Bundesvision Song Contests gekommen war: Max Mutzke (so Elton) sei „schuld“ daran. Als Raab mit Mutzke am Eurovision Song Contest 2004 in Istanbul teilnahm, ärgerten sie sich darüber, dass sie trotz guter Prognosen „nur“ den achten Platz erreichten, sie hatten sich eine wesentlich bessere Platzierung erhofft. Die Schuld gaben sie den Staaten des ehemaligen Ostblocks, die sich gegenseitig die Punkte zuspielten. Die Idee des Bundesvision Song Contests war geboren und wurde direkt im Folgejahr umgesetzt.

## Ablauf
Es traten 16 Interpreten gegeneinander an, die jeweils ein deutsches Bundesland repräsentierten. Ein Anliegen der Sendung war die Förderung der deutschsprachigen Musik, daher bestand eine Teilnahmebedingung, wonach mindestens die Hälfte des Textes deutsch sein mussten. Wie beim Eurovision Song Contest wurde der Wettkampf des folgenden Jahres im Gewinnerland ausgetragen.
Von 2005 bis 2013 wurden alle Interpreten in den vier Wochen vor dem BSC zu TV total eingeladen und mit Hilfe eines Interviews, eines Werbespots und eines Liveauftrittes beworben. In den Werbespots stellten sich die Künstler vor und zeigten die schönsten und beliebtesten Schauplätze ihres Heimat-Bundeslandes. Während der Liveshow wurde vor jedem Auftritt erneut ein Einspieler gezeigt, der stets mit dem Slogan: „Und jetzt kommen wir zu dem mit Abstand schönsten Bundesland …“ begann und erneut die Interpreten zeigte, die über ihr Bundesland redeten.
Ab 2014 wurden die Interpreten im Vorfeld nicht mehr zu TV total eingeladen. Es erfolgte lediglich ein kleiner Hinweis auf das Stattfinden des Wettbewerbs. Es wurden nur noch kurz vor den Liveauftritten kleine Einspieler gezeigt, in denen Stefan Raab und die Heavytones sich mit dem jeweiligen Interpreten in einem Proberaum trafen und eine kleine Jamsession abhielten.
Der Sieger wurde per Telefon/SMS-Abstimmung von den Zuschauern bestimmt. Im Gegensatz zum Eurovision Song Contest war es dabei auch möglich, für sein eigenes Land zu stimmen. Die Stimmen wurden dabei wie beim europäischen Vorbild nach Ländern getrennt gewertet und durch Liveschaltungen in jedem Land bekannt gegeben. Unterstützt wurde ProSieben dabei von lokalen Radiosendern (je einer pro Land), die an der Auswahl der Kandidaten beteiligt waren.

## Moderation
| Jahr | Hauptmoderation | Hauptmoderation | Green-Room-Moderator | Fan-Block-Moderator |
| ---- | --------------- | --------------- | -------------------- | ------------------- |
| 2005 | Stefan Raab     | Annette Frier   | Oliver Pocher        |                     |
| 2006 | Stefan Raab     | Janin Reinhardt | Elton                |                     |
| 2007 | Stefan Raab     | Johanna Klum    | Elton                |                     |
| 2008 | Stefan Raab     | Johanna Klum    | Elton                |                     |
| 2009 | Stefan Raab     | Johanna Klum    | Elton                |                     |
| 2010 | Stefan Raab     | Johanna Klum    | Elton                |                     |
| 2011 | Stefan Raab     | Johanna Klum    | Lena Meyer-Landrut   | Elton               |
| 2012 | Stefan Raab     | Sandra Rieß     | Elton                |                     |
| 2013 | Stefan Raab     | Sandra Rieß     | Elton                |                     |
| 2014 | Stefan Raab     |                 | Elton                |                     |
| 2015 | Stefan Raab     |                 | Elton                |                     |

## Austragungen
| Jahr          | Veranstaltungsort (Bundesland, Stadt, Halle)         | Sieger Titel Autoren                                                                                          | Punkte | Zweitplatzierter                         | Drittplatzierter                            |
| ------------- | ---------------------------------------------------- | --- | ------ | ---------------------------------------- | ------------------------------------------- |
| 12. Feb. 2005 | Nordrhein-Westfalen Oberhausen, König-Pilsener-Arena | Juli Geile Zeit Jonas Pfetzing, Simon Triebel                                                                 | 159    | Fettes Brot Emanuela                     | Sido mit Brainless Wankers Mama ist stolz   |
| 9. Feb. 2006  | Hessen Wetzlar, Mittelhessen-Arena                   | Seeed Ding Based, Boundzound, David Conen, Dellé, Peter Fox, DJ Illvibe, Rüdiger Kusserow                     | 151    | Revolverheld Freunde bleiben             | In Extremo Liam                             |
| 9. Feb. 2007  | Berlin , Tempodrom                                   | Oomph! feat. Marta Jandová Träumst du Andreas Crap, Robert Flux, Dero Goi                                     | 147    | Jan Delay Feuer                          | Kim Frank Lara                              |
| 14. Feb. 2008 | Niedersachsen Hannover, TUI Arena                    | Subway to Sally Auf Kiel Bodenski, Eric Fish, Gerit Hecht, Milan Polak, Simon Michael Schmitt, Fabio Trentini | 147    | Clueso Keinen Zentimeter                 | Down Below Sand in meiner Hand              |
| 13. Feb. 2009 | Brandenburg Potsdam, Metropolis-Halle                | Peter Fox Schwarz zu blau Pierre Baigorry, David Conen, Vincent Graf von Schlippenbach                        | 174    | Polarkreis 18 The Colour of Snow         | Rage Gib dich nie auf                       |
| 1. Okt. 2010  | Berlin , Max-Schmeling-Halle                         | Unheilig Unter deiner Flagge Der Graf, Henning Verlage                                                        | 164    | Silly Alles rot                          | Ich + Ich feat. Mohamed Mounir Yasmine      |
| 29. Sep. 2011 | Nordrhein-Westfalen Köln, Lanxess-Arena              | Tim Bendzko Wenn Worte meine Sprache wären Tim Bendzko                                                        | 141    | Flo Mega Zurück                          | Bosse & Anna Loos Frankfurt/Oder            |
| 28. Sep. 2012 | Berlin , Max-Schmeling-Halle                         | XAVAS Schau nicht mehr zurück Milan Martelli, Xavier Naidoo, Matthew Tasa, Savas Yurderi                      | 172    | Laing Morgens immer müde                 | Ich kann fliegen Mich kann nur Liebe retten |
| 26. Sep. 2013 | Baden-Württemberg Mannheim, SAP-Arena                | Bosse So oder so Axel Bosse                                                                                   | 153    | Johannes Oerding Nichts geht mehr        | MC Fitti Fitti mit’m Bart                   |
| 20. Sep. 2014 | Niedersachsen Göttingen, Lokhalle Göttingen          | Revolverheld Lass uns gehen Niels Grötsch, Kristoffer Hünecke, Jakob Sinn, Johannes Strate                    | 180    | Jupiter Jones Plötzlich hält die Welt an | Teesy Keine Rosen                           |
| 29. Aug. 2015 | Bremen , ÖVB-Arena                                   | Mark Forster Bauch und Kopf Mark Cwiertnia, Ralf Christian Mayer, Daniel Nitt                                 | 170    | Donots Dann ohne mich                    | Yvonne Catterfeld Lieber so                 |

## Zahlen und Fakten
| Land                   | Punkte | Siege | 2015     | 2014     | 2013     | 2012     | 2011     | 2010     | 2009     | 2008     | 2007     | 2006     | 2005     | Radio-Partner |
| ---------------------- | ------ | ----- | -------- | -------- | -------- | -------- | -------- | -------- | -------- | -------- | -------- | -------- | -------- | --- |
| Berlin                 | 1035   | 3     | 023 (11) | 016 (12) | 105 (03) | 050 (07) | 141 (01) | 100 (03) | 174 (01) | 066 (07) | 096 (04) | 151 (01) | 113 (03) | 2× Kiss FM (’05, ’15), 9× Energy Berlin (’06–’14) |
| Niedersachsen          | 0864   | 2     | 084 (04) | 015 (13) | 153 (01) | 109 (03) | 102 (03) | 04 (16)  | 012 (15) | 094 (04) | 147 (01) | 059 (06) | 085 (04) | 11× radio ffn (’05–’15) |
| Baden-Württemberg      | 0789   | 1     | 082 (06) | 058 (07) | 051 (08) | 172 (1)  | 091 (04) | 039 (09) | 103 (04) | 046 (09) | 023 (10) | 047 (09) | 077 (05) | 8× bigFM (’05–’07, ’09–’13), 2× Radio Regenbogen (’08, ’15), 1× Energy Stuttgart (´14)                                                                     |
| Thüringen              | 0761   | 0     | 114 (03) | 025 (11) | 013 (13) | 033 (09) | 013 (12) | 079 (06) | 053 (06) | 146 (02) | 088 (06) | 134 (03) | 063 (07) | 8× Radio Top 40 (’05, ’07–’11, ’13–’14), 1× 89.0 RTL (’06), 2× Antenne Thüringen (’12, ’15)                                                                |
| Nordrhein-Westfalen    | 0759   | 1     | 117 (02) | 046 (08) | 020 (12) | 097 (04) | 076 (07) | 164 (01) | 112 (03) | 016 (14) | 095 (05) | 06 (16)  | 010 (15) | 4× Radio NRW (’05–’06, ’10–’11), 1× Radio Köln (’07), 1× Antenne Düsseldorf (’08), 1× Metal Only (’09), 2× BigFM (’12–’13), 2× ohne Radiopartner (’14–’15) |
| Schleswig-Holstein     | 0703   | 0     | 028 (10) | 087 (05) | 068 (06) | 076 (06) | 08 (16)  | 060 (07) | 044 (08) | 075 (06) | 101 (03) | 026 (11) | 130 (02) | 4× delta radio (’05–’07, ’14), 6× Radio Flensburg (’08–’13), 1× RSH (’15)                                                                                  |
| Bremen                 | 0668   | 1     | 046 (09) | 180 (01) | 061 (07) | 018 (13) | 111 (02) | 020 (11) | 025 (11) | 020 (11) | 020 (11) | 136 (02) | 031 (11) | 11× Energy Bremen (’05–’15) |
| Hamburg                | 0665   | 0     | 014 (13) | 028 (10) | 145 (02) | 028 (10) | 066 (08) | 040 (08) | 073 (05) | 019 (12) | 138 (02) | 070 (05) | 044 (09) | 1× Tide 96,0 (’05), 7× Energy Hamburg (’06, ’08, ’10–’14); 2× Radio Hamburg (’07, ’09); 1× ohne Radiopartner (’15)                                         |
| Hessen                 | 0621   | 1     | 076 (07) | 033 (09) | 029 (11) | 019 (11) | 012 (13) | 018 (13) | 053 (06) | 051 (08) | 067 (07) | 104 (04) | 159 (01) | 6× Hit Radio FFH (’05–’06, ’08–’11), 1× SkyRadio (’07), 4× planet more music radio/planet radio (’12–’15)                                                  |
| Sachsen                | 0617   | 0     | 084 (04) | 010 (16) | 035 (09) | 142 (02) | 089 (05) | 020 (11) | 131 (02) | 012 (15) | 013 (13) | 010 (15) | 071 (06) | 2× RADIO PSR (’05, ’15), 2× Lokalradios (’06–’07), 7× Energy Sachsen (’08–’14)                                                                             |
| Brandenburg            | 0545   | 1     | 050 (08) | 010 (15) | 094 (04) | 08 (16)  | 012 (13) | 087 (05) | 037 (09) | 147 (01) | 011 (15) | 035 (10) | 054 (08) | 1× rs2 (’05), 1× BB Radio (’06), 1× Sector_B (KenFM) (’07), 7× 94.5 Radio Cottbus (’08–’14), 1× Radio Potsdam (’15)                                        |
| Rheinland-Pfalz        | 0526   | 1     | 170 (01) | 124 (02) | 031 (10) | 020 (11) | 086 (06) | 017 (14) | 023 (12) | 017 (13) | 010 (16) | 018 (12) | 010 (15) | 4× bigFM (’05–’07, ’11), 6× RPR1 (’08–’10, ’12–’13, ’15), 1× Rockland (’14)                                                                                |
| Sachsen-Anhalt         | 0490   | 0     | 013 (14) | 102 (03) | 012 (14) | 010 (15) | 012 (13) | 152 (02) | 010 (16) | 096 (03) | 056 (08) | 012 (14) | 015 (13) | 3× Radio Brocken (’05–’07), 2× Rockland (’08–’09), 2× Radio SAW (’10–’11), 4× ohne Radio-Partner (’12–’15)                                                 |
| Mecklenburg-Vorpommern | 0425   | 0     | 010 (15) | 101 (04) | 008 (16) | 041 (08) | 066 (08) | 022 (10) | 023 (12) | 079 (05) | 013 (13) | 050 (08) | 012 (14) | 11× Antenne MV (’05–’15) |
| Bayern                 | 0397   | 0     | 002 (16) | 081 (06) | 012 (14) | 013 (14) | 026 (10) | 094 (04) | 034 (10) | 032 (10) | 033 (09) | 053 (07) | 017 (12) | 1× Rock Antenne (’05), 8× Energy München und Nürnberg (’06–’08, ’10–’14), 1× Bayern 3 (’09), 1× ohne Radio-Partner (’15)                                   |
| Saarland               | 0343   | 0     | 015 (12) | 012 (14) | 091 (05) | 092 (05) | 017 (11) | 012 (15) | 021 (14) | 012 (15) | 017 (12) | 017 (13) | 037 (10) | 4× Radio Salü (’05–’08), 6× bigFM (’09–’12, ’14–’15), 1× Radio Saarbrücken (’13)                                                                           |

## Einschaltquoten
| Folge | Datum         | Zuschauer | Zuschauer       | Quote  | Quote           | Quelle |
| Folge | Datum         | Gesamt    | 14 bis 49 Jahre | Gesamt | 14 bis 49 Jahre | Quelle |
| ----- | ------------- | --------- | --------------- | ------ | --------------- | ------ |
| 01    | 12. Feb. 2005 | 3,23 Mio. | 2,55 Mio.       | 11,0 % | 21,2 %          | [ 5 ]  |
| 02    | 9. Feb. 2006  | 2,48 Mio. | 2,14 Mio.       | 9,1 %  | 18,3 %          | [ 6 ]  |
| 03    | 9. Feb. 2007  | 2,04 Mio. | 1,72 Mio.       | 7,6 %  | 16,3 %          | [ 7 ]  |
| 04    | 14. Feb. 2008 | 1,58 Mio. | 1,31 Mio.       | 8,0 %  | 15,0 %          | [ 8 ]  |
| 05    | 13. Feb. 2009 | 2,24 Mio. | 1,91 Mio.       | 8,1 %  | 17,5 %          | [ 9 ]  |
| 06    | 1. Okt. 2010  | 2,38 Mio. | 1,83 Mio.       | 9,2 %  | 17,0 %          | [ 10 ] |
| 07    | 29. Sep. 2011 | 1,67 Mio. | 1,31 Mio.       | 7,0 %  | 12,8 %          | [ 11 ] |
| 08    | 28. Sep. 2012 | 1,32 Mio. | 1,07 Mio.       | 5,7 %  | 11,9 %          | [ 12 ] |
| 09    | 26. Sep. 2013 | 1,29 Mio. | 1,02 Mio.       | 5,6 %  | 11,5 %          | [ 13 ] |
| 10    | 20. Sep. 2014 | 1,44 Mio. | 1,10 Mio.       | 6,3 %  | 13,0 %          | [ 14 ] |
| 11    | 29. Aug. 2015 | 1,46 Mio. | 1,04 Mio.       | 7,4 %  | 15,2 %          | [ 15 ] |

Legende:
Beste Quote wird fett dargestellt, die schlechteste kursiv.

## Diskografie
Die folgende Liste führt alle veröffentlichten Sampler zum BuViSoCo auf. Die Tabelle enthält neben der Daten der Erstveröffentlichung auch die Platzierungen in den offiziellen Compilationcharts in Deutschland, Österreich und der Schweiz.
| Jahr | Titel                          | Höchstplatzierung, Gesamtwochen, AuszeichnungChartplatzierungen (Jahr, Titel, Platzierungen, Wochen, Auszeichnungen, Anmerkungen) | Höchstplatzierung, Gesamtwochen, AuszeichnungChartplatzierungen (Jahr, Titel, Platzierungen, Wochen, Auszeichnungen, Anmerkungen) | Höchstplatzierung, Gesamtwochen, AuszeichnungChartplatzierungen (Jahr, Titel, Platzierungen, Wochen, Auszeichnungen, Anmerkungen) | Anmerkungen                              |
| Jahr | Titel                          | DE | AT | CH | Anmerkungen                              |
| ---- | ------------------------------ | --- | --- | --- | ---------------------------------------- |
| 2005 | Bundesvision Song Contest 2005 | DE1 (8 Wo.)DE | AT15 (1 Wo.)AT | — | Erstveröffentlichung: 11. Februar 2005   |
| 2006 | Bundesvision Song Contest 2006 | DE1 (5 Wo.)DE | — | — | Erstveröffentlichung: 10. Februar 2006   |
| 2007 | Bundesvision Song Contest 2007 | DE3 (4 Wo.)DE | — | — | Erstveröffentlichung: 9. Februar 2007    |
| 2008 | Bundesvision Song Contest 2008 | DE3 (4 Wo.)DE | — | — | Erstveröffentlichung: 8. Februar 2008    |
| 2009 | Bundesvision Song Contest 2009 | DE5 (3 Wo.)DE | — | — | Erstveröffentlichung: 13. Februar 2009   |
| 2010 | Bundesvision Song Contest 2010 | DE4 (4 Wo.)DE | — | — | Erstveröffentlichung: 1. Oktober 2010    |
| 2011 | Bundesvision Song Contest 2011 | DE5 (6 Wo.)DE | — | — | Erstveröffentlichung: 23. September 2011 |
| 2012 | Bundesvision Song Contest 2012 | DE6 (4 Wo.)DE | — | — | Erstveröffentlichung: 21. September 2012 |
| 2013 | Bundesvision Song Contest 2013 | DE7 (3 Wo.)DE | — | — | Erstveröffentlichung: 20. September 2013 |
| 2014 | Bundesvision Song Contest 2014 | DE3 (3 Wo.)DE | AT17 (1 Wo.)AT | — | Erstveröffentlichung: 19. September 2014 |
| 2015 | Bundesvision Song Contest 2015 | DE10 (2 Wo.)DE | — | — | Erstveröffentlichung: 21. August 2015    |

## Auszeichnungen
- ECHO Pop
  - 2005: in der Kategorie „Medienpartner des Jahres“